# Tramway français standard
Pour les articles homonymes, voir TFS.
Le Tramway français standard (TFS) est un modèle de tramway à plancher bas partiel construit par GEC Alsthom dans les années 1980 et 1990.
Vendu au total à 162 exemplaires, le TFS est étroitement associé à la réintroduction du tramway dans les villes françaises. Une première version, dite TFS-1, a été livrée à Nantes entre 1984 et 1990 pour équiper le premier réseau moderne construit dans l'hexagone. Elle a été suivie d'une deuxième série, le TFS-2, qui a équipé les tramways de Grenoble et de Rouen ainsi que les deux premières lignes du tramway d'Île-de-France. Un dérivé à écartement métrique a également été développé pour le réseau de Saint-Étienne.
À partir des années 2000, Alstom arrête la production du TFS au profit de la gamme Citadis à plancher bas intégral. Devenus trop peu capacitaires, ils sont remplacés à Rouen dès 2012 et revendus à la ville turque de Gaziantep. À Nantes et en Île-de-France, leur remplacement devrait survenir à partir de 2024.

## Origines
Les premières études pour des rames de tramway moderne en France remontent à 1975, dans le cadre du concours lancé par le secrétaire d'État aux Transports Marcel Cavaillé pour réintroduire le tramway dans les grandes agglomérations. L'idée est de développer un matériel de capacité intermédiaire entre le métro et l'autobus, plus proche dans ses performances d'un métro léger que des motrices obsolètes qui circulaient sur les réseaux de tramway avant-guerre.
Deux lauréats sont sélectionnés en 1976 pour concevoir ce matériel roulant standard, baptisé Citadis (nom qui sera repris plus tard par l'Alstom Citadis). Il ne sera cependant jamais construit, aucune des villes sollicitées dans le cadre du concours n'ayant donné suite.

## Le matériel nantais («TFS-1»)

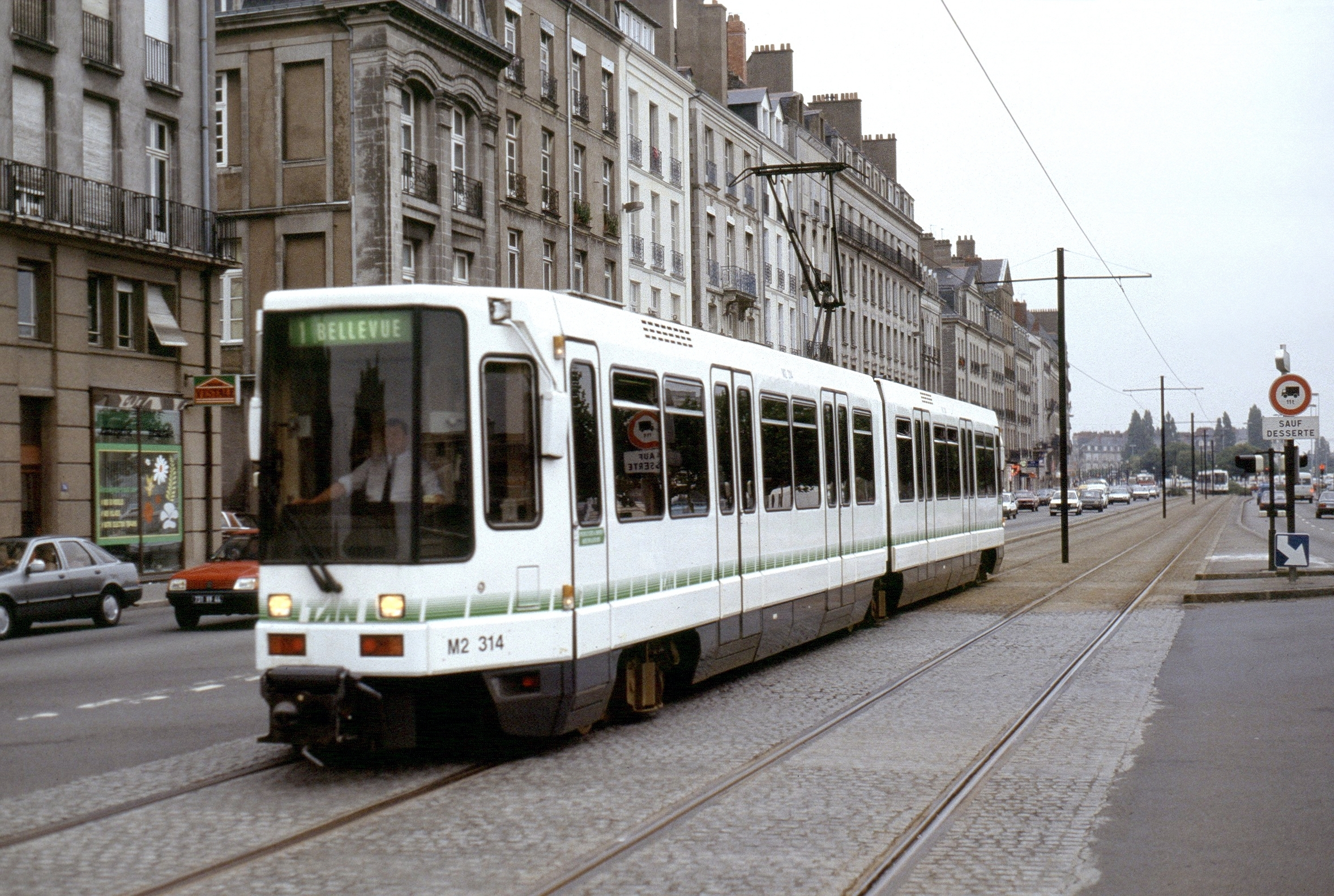
Une rame TFS nantaise dans son état d'origine (deux caisses).

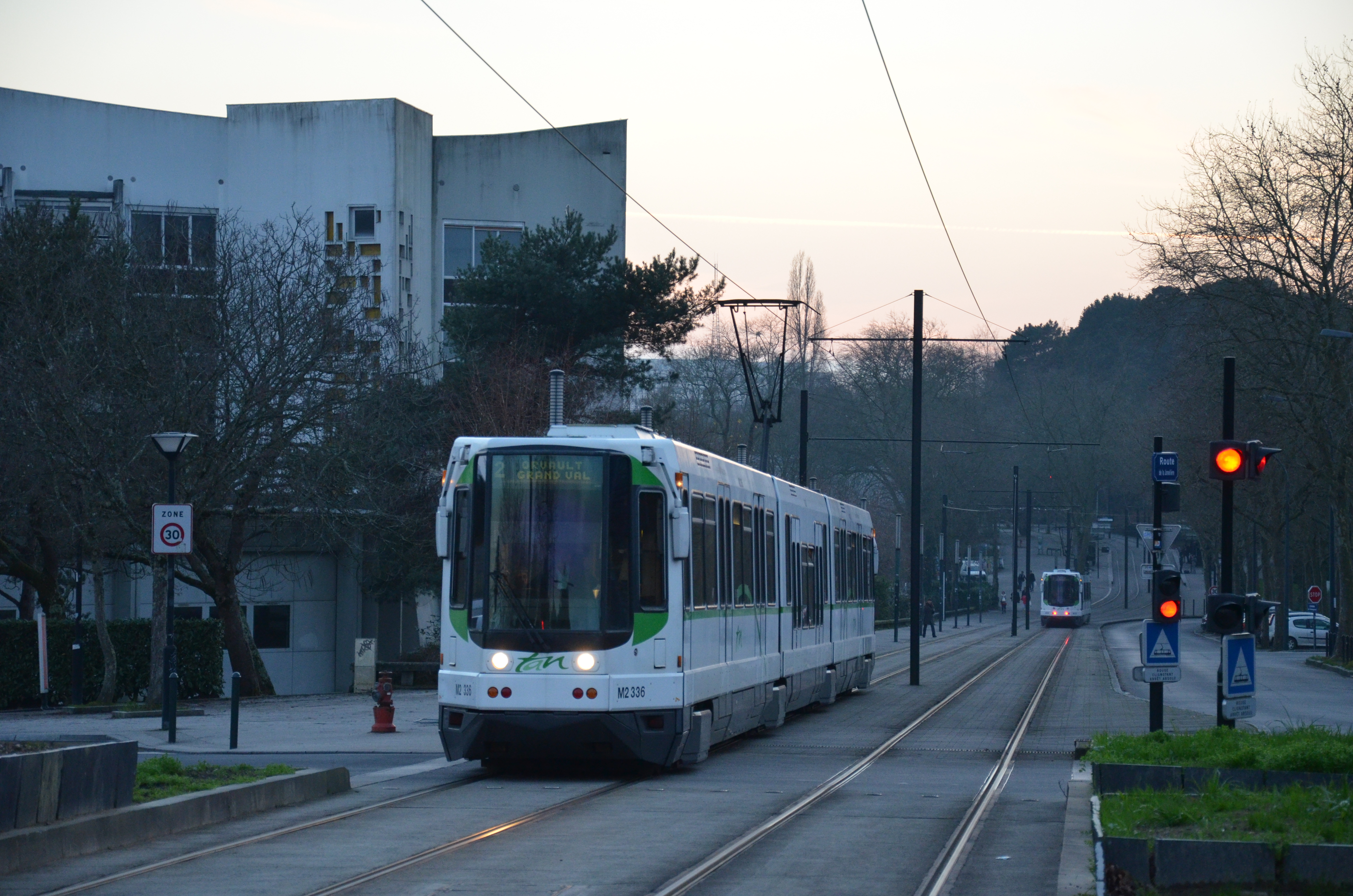
Une rame TFS nantaise transformée par ajout d'une caisse centrale.

En 1978 la ville de Nantes, bien que non concernée par le concours Cavaillé, choisit de réintroduire le tramway. Le matériel roulant est conçu en 1979-1980 par un groupement piloté par Alsthom et comprenant Francorail-MTE, TCO et CIMT. Articulé à deux caisses portant sur deux bogies moteurs d’extrémité et un bogie central porteur, il ne comporte initialement pas de partie à plancher bas. La traction est assurée par des moteurs à courant continu. La livraison débute en 1984.
Avec le succès de la ligne 1, inaugurée en 1985, il est fait appel à des couplages de deux rames, nécessitant le montage d’attelages automatiques aux extrémités des rames. C’est pour la mise en service de la ligne 2 du tramway de Nantes en 1992, et devant la réussite du tramway de Grenoble à plancher bas partiel, qu’il est décidé d’insérer une troisième caisse centrale à plancher bas dans les rames nantaises. Cette solution permet d'améliorer l'accessibilité faire face à l’afflux de passagers sans recourir aux unités multiples, qui mobilisent de nombreuses rames.
Avec leur plancher haut, les TFS nantais ont trouvé une filiation au Royaume-Uni sur le métro léger de Manchester, à travers les rames Class T-68 et T-68a construites par Firema. 

## Le «vrai» matériel standard («TFS-2»)

### Le TFS de Grenoble

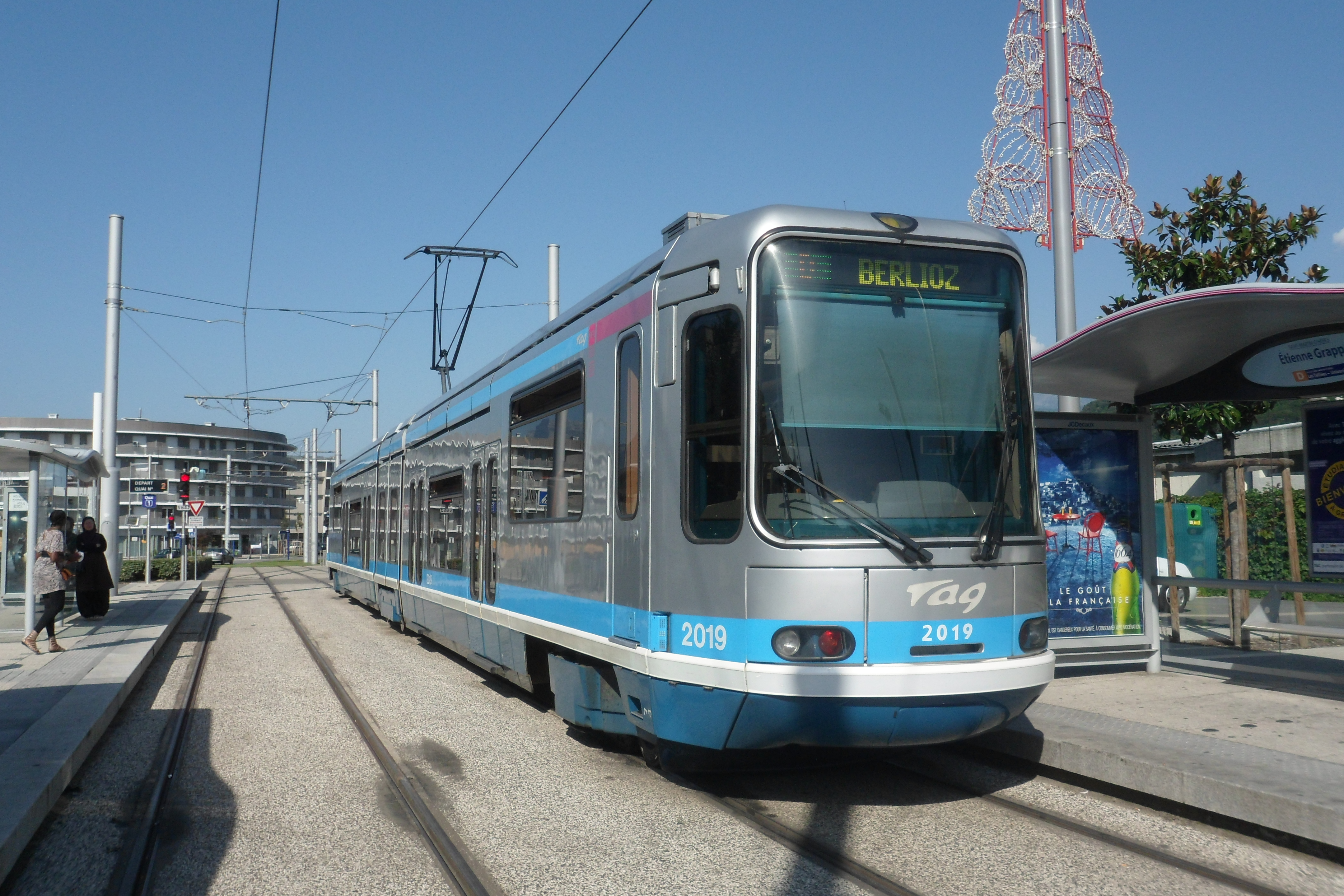
Rame TFS du tramway de Grenoble

Lorsqu'en 1983 le maire de Grenoble, Alain Carignon, décide à son tour de réintroduire le tramway à la suite du Concours Cavaillé, le TFS sur le modèle nantais est pressenti pour équiper la ligne. Très vite la ville souhaite le personnaliser, notamment en matière de forme de caisse et de nez. Un autre aspect finit de faire évoluer le tramway grenoblois en matériel distinct : la prise en compte de l'accès aux personnes handicapées dont les utilisateurs de fauteuils roulants. Il est donc nécessaire de prévoir des portes au niveau du quai et un plancher bas.
L'architecture de la rame en tient largement compte, avec deux caisses s'appuyant en porte à faux sur une « nacelle » centrale. Si les deux bogies d'extrémité, moteurs, sont de conception classique et imposent un plancher haut, les deux tiers de la longueur de la rame sont à plancher bas, y-compris la nacelle centrale qui repose sur un bogie surbaissé. De chaque côté de la rame, deux marches permettent de rejoindre les parties hautes depuis la partie basse.
La formule est une réussite, particulièrement pour les personnes à mobilité réduite qui peuvent pour la première fois utiliser les transports collectifs sans faire appel à un service spécifique. Mais c'est en fait l'ensemble du système est gagnant : l'absence de marche à l'entrée permet de monter plus facilement dans la rame et donc de réduire le temps d'arrêt en station,.
Les rames TFS-2 de Grenoble ont constitué une première mondiale pour la réalisation d'un plancher bas surbaissé à 35 cm au-dessus du sol sur les 3/4 de sa longueur,,. Lors du prêt de la rame TFS no 2020 au réseau de Rotterdam, on a pu constater que la rame grenobloise moins puissante en motorisation que ses consœurs hollandaises rattrapait systématiquement ces dernières qui possédaient trois marches d'accès. Il en fut déduit que le plancher bas divisait le temps de montée et descente par deux. Dès lors, le plancher bas fut généralisé dans le monde entier non seulement sur les tramways, mais aussi sur les autobus et trolleybus.
Jusqu'à la commande des rames Citadis, à l'occasion de l'opération Tram 3 (prolongement de la ligne B, création des lignes C et D), toutes les commandes de tramway à Grenoble ont porté sur des TFS.
En 2013, Bombardier Transport remporte l'appel d'offres pour la rénovation intégrale de 38 rames TFS. La rénovation devrait durer quatre ans, les rames circuleront en priorité sur la ligne E puis sur les lignes C et D.

### Île-de-France et Rouen
Lors de la création de la nouvelle première ligne de tramway de l'agglomération parisienne, aucun matériel roulant français de type tramway autre que le TFS n'est disponible, mais l'expérience grenobloise est positive. Un premier lot entre en service en 1992 pour équiper le T1 entre Saint-Denis et Bobigny. Il est suivi d'une deuxième commande, livrée en 1997, destinée au T2 (Tramway Val de Seine). Dès 2003, les TFS sont cependant regroupés sur le T1 tandis que le T2, victime de son succès, reçoit des Citadis 302 pouvant circuler en unités multiples.
À Rouen, le TFS équipe la ligne de tramway partiellement souterraine qui entre en service en 1994. La possibilité de circuler en unités multiples est prévue mais elle ne sera finalement jamais mise en œuvre.
Le TFS est un temps pressenti à Brest et à Reims, qui abandonneront finalement toutes les deux leur projet de tramway. À Strasbourg, GEC Alsthom perd l'appel d'offre face à l'Eurotram de Bombardier qui propose une rame à plancher bas intégral. Cet échec, combiné à la généralisation du plancher bas sur les nouveaux réseaux, amène à la création d'une nouvelle gamme de tramway : l'Alstom Citadis.

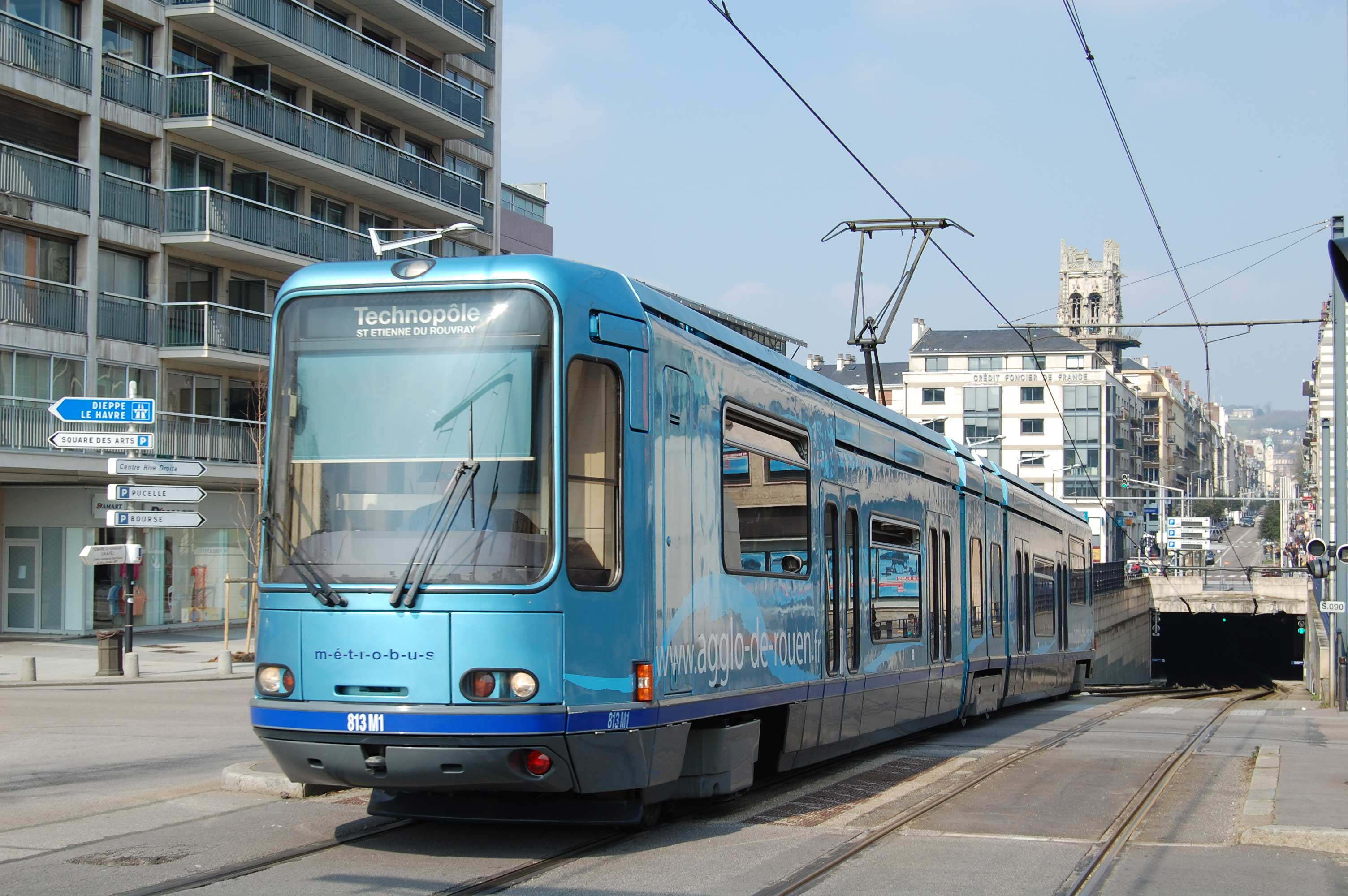
Rame du tramway de Rouen
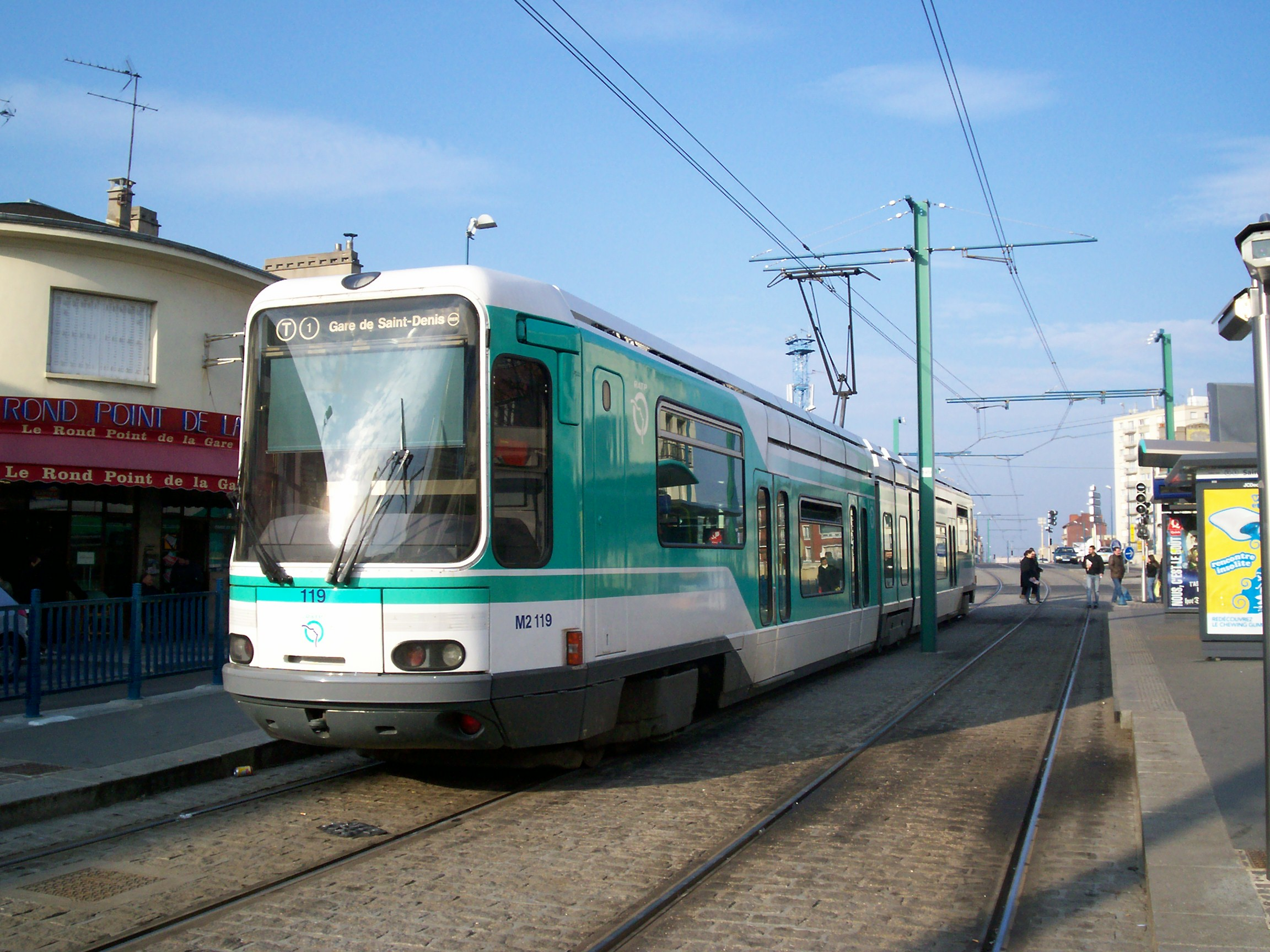
Rame du T1 d'Île-de-France à Noisy-le-Sec

## Le dérivé stéphanois

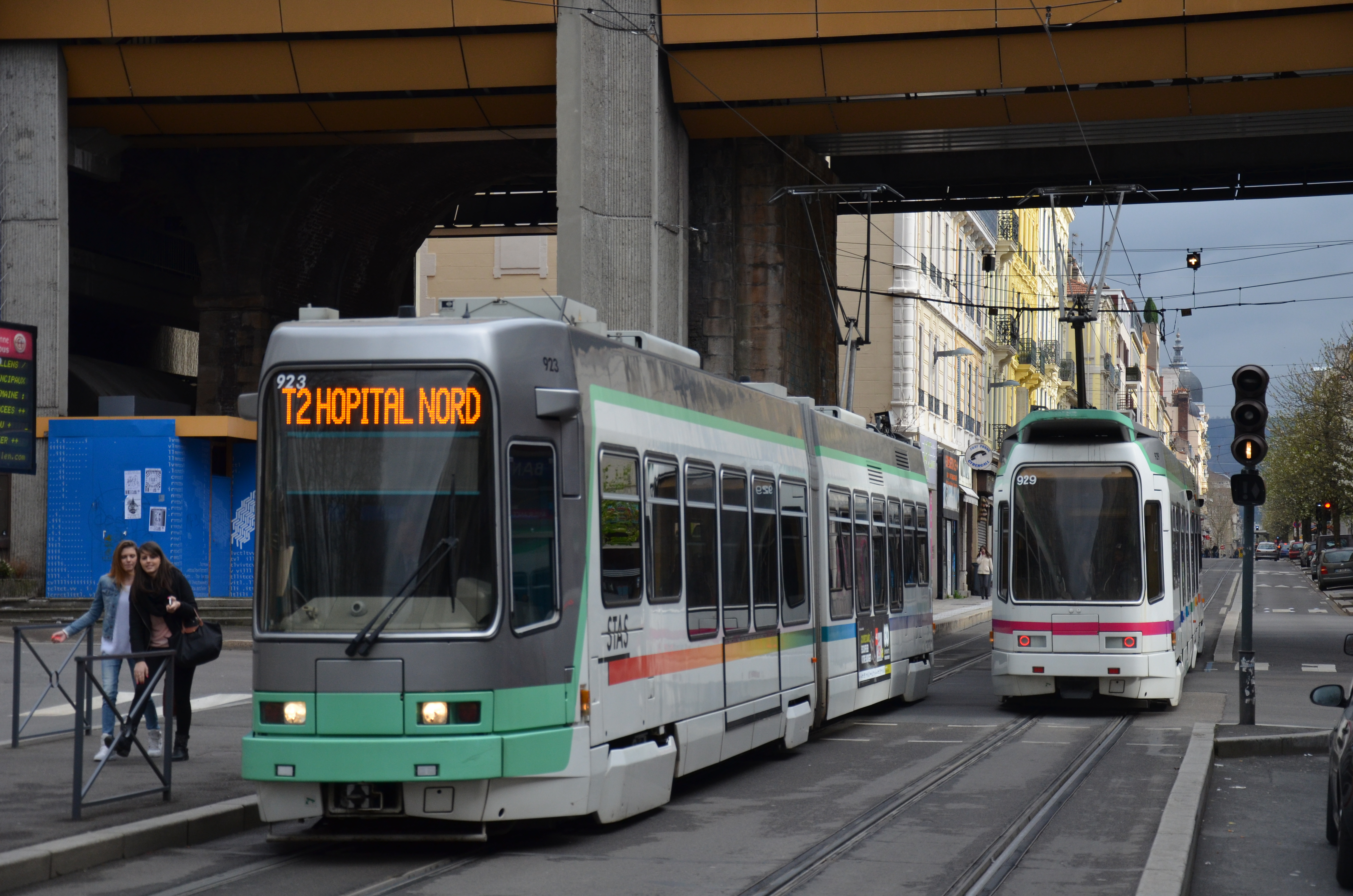
Rame du tramway de Saint-Étienne à voie métrique.

Pour le tramway de Saint-Étienne, dont les rames PCC vieillissantes devaient être remplacées, Alsthom et Vevey ont construit en commun un matériel roulant spécifique dérivé du TFS-2 mais adapté à l'écartement métrique.
La première commande a été livrée en 1991. Équipées de perches, elles circulaient en mixité avec les PCC subsistantes. La deuxième commande, livrée en 1998, a permis d'éradiquer les vénérables PCC. Tout le parc a depuis été modifié pour être équipé de pantographes.

## La fin du TFS

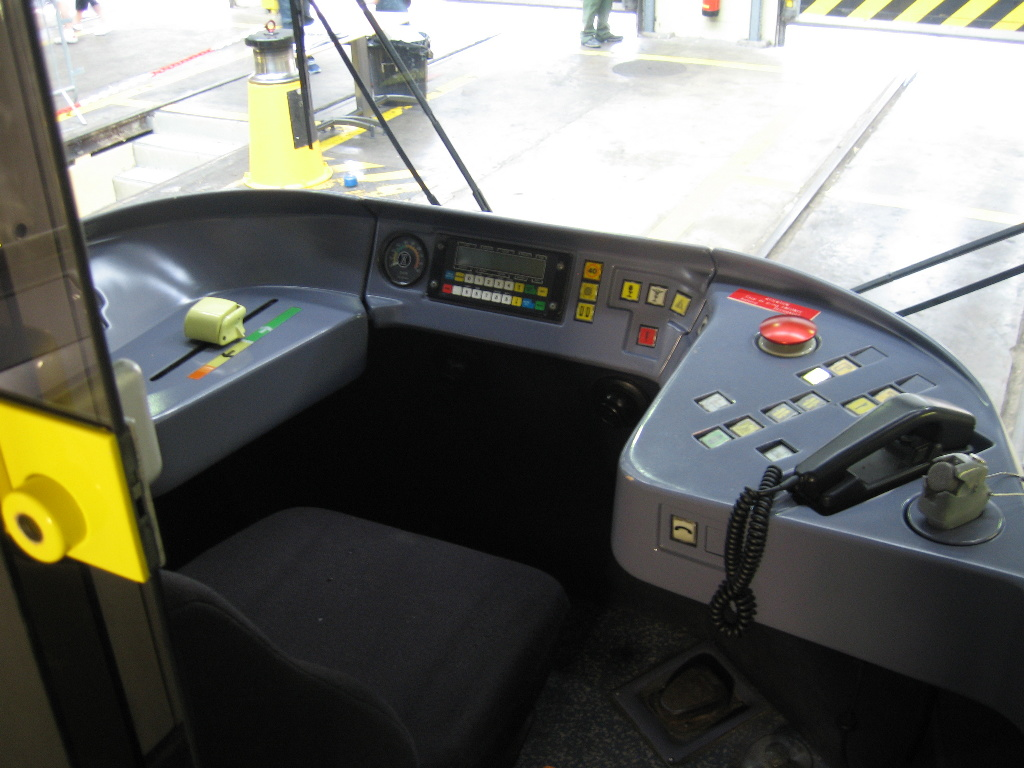
Cabine de conduite du T1 d'Île-de-France

Après un dernier renfort à Grenoble livré en 1995-1996, la dernière commande est passée par la RATP pour le Tram-Val-de-Seine (TVS) qui est inauguré en 1997 sur le nom T2.
Dans le même temps, Alstom met au point le Citadis, dont la gamme à plancher bas partiel (Citadis 301) règle en partie le problème des portes en extrémités mais conserve le plancher haut au dessus des bogies moteurs en extrémité de rame (bogie Magdeburg). À la suite de cela, Alstom met au point une gamme à plancher bas intégral, qui marque l'abandon définitif du plancher bas partiel.
Sur les réseaux où circulent les TFS, les rames deviennent peu à peu sous-capacitaires et se voient aidées dans leurs missions les fréquentées :
- à Nantes, ils ont été rejoints par des rames Incentro fabriquées par le constructeur allemand Adtranz, puis par les Urbos de CAF, et plus récement par les Citadis X05 d'Alstom ;
- à Grenoble, ils sont soulagés par les Citadis depuis 2006. Néanmoins, quatorze rames ont été rénovées à l'occasion de la mise en service de la ligne E en 2014 [8]. Vingt-quatre autres rames ont ensuite été rénovées entre 2014 et 2017[7].
- sur la ligne T1 d'Île-de-France, en cours de remplacement par les Citadis TW20 depuis fin 2024.
- sur la ligne T2 d'Île-de-France, ils ont été remplacés par des Citadis en 2003 et ont rejoint les autres rames de la ligne T1 pour renforcer les fréquences et couvrir les prolongements vers Noisy-le-Sec et Asnières ;
- à Rouen, une commande de 27 Citadis 402 a permis de remplacer en 2012 la totalité des 28 TFS, surchargés en heure de pointe. Après que Grenoble et l'Île-de-France, d'abord intéressées par un rachat, n'aient pas donné suite, les anciennes rames ont été revendues au réseau de Gaziantep en Turquie.

Devant l'obsolescence des TFS et en vue des futurs prolongements du T1 vers Rueil-Malmaison et Val de Fontenay, Île-de-France Mobilités a passé commande auprès d'Alstom de 37 rames Citadis X05 le 15 octobre 2021. Leur livraison interviendra à partir de 2024 et entraînera la réforme progressive des TFS à l'horizon 2027. À Nantes, les TFS les plus anciens livrés en 1985 pour la ligne 1 seront également remplacés par des X05 à partir de 2024, entraînant la réforme de 46 rames. Celles-ci feront l'objet d'un désamiantage puis seront recyclées.

## Fiche technique

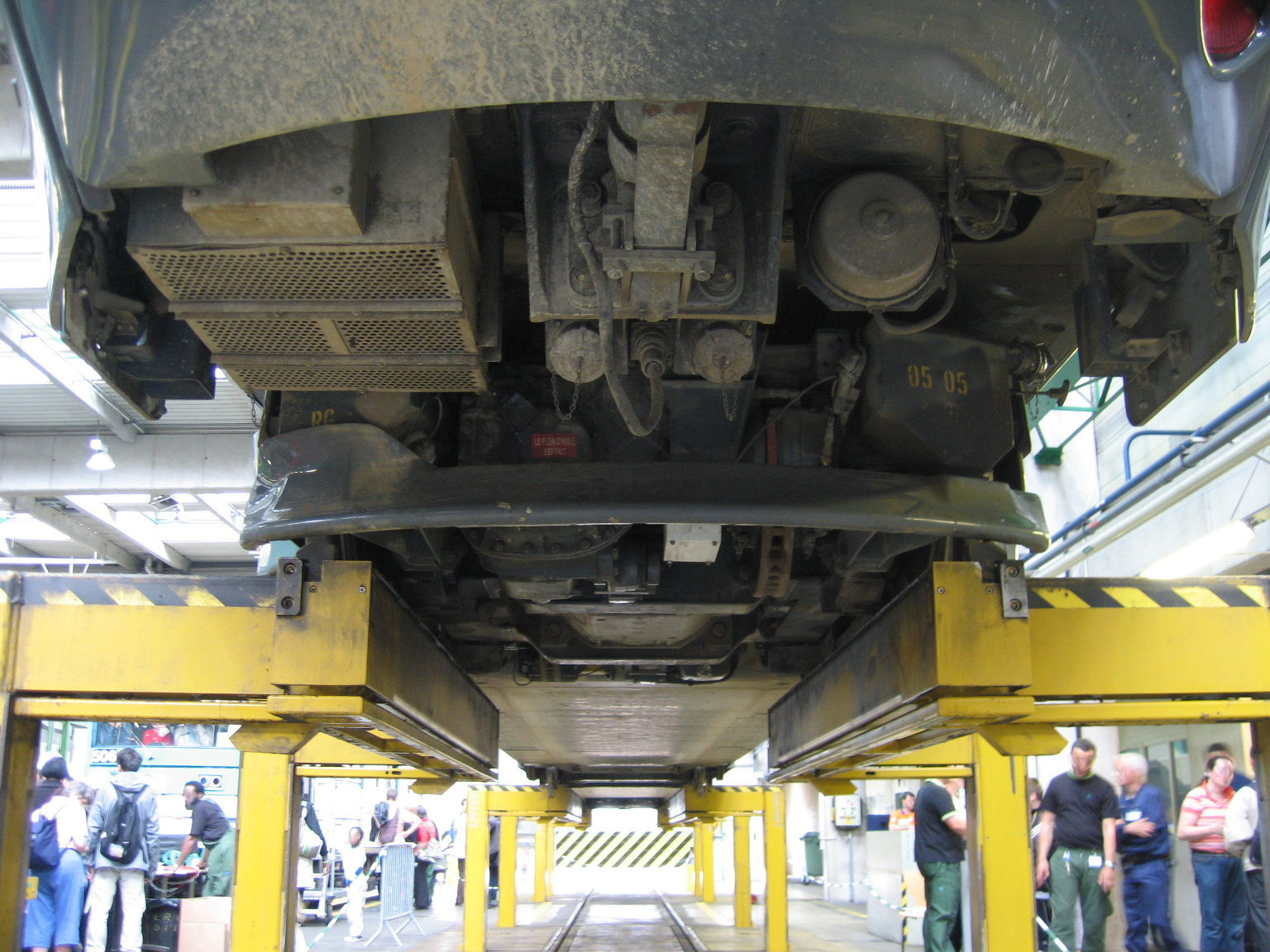
Rame TFS vue de dessous.

Outre les éléments donnés en tête d'article (tableau) :
- Accélération (0 à 40 km/h) en charge normale et en palier : 0,92 m/s2
- Accélération  de 0 à vitesse maximale en charge normale et en palier : 0,67 m/s2
- Accélération résiduelle à vitesse maximale en charge normal et en palier : 0,27 m/s2
- Décélération équivalente en freinage maximal de service : 1,50 m/s2
- Décélération équivalente en freinage d'urgence : 2,90 m/s2

Exception faite de leur livrée extérieure, les véhicules équipant les réseaux de Grenoble, Rouen et Paris sont identiques sur le plan technique.
Seule la tranche 4 livrée à Grenoble se distingue avec une chaîne de traction asynchrone, très similaire à celle retenue ensuite pour les Alstom Citadis.

## Commercialisation
| Réseau               | Génération | Numéros     | Nombre | Livraison   | Longueur (m) | Largeur (m) | Observations - Particularités |
| -------------------- | ---------- | ----------- | ------ | ----------- | ------------ | ----------- | --- |
| Grenoble             | 2          | 2001 à 2020 | 20     | 1986 - 1987 | 29,40        | 2,30        | Rames affectées aux lignes A, C, D et E. Rénovation entre 2013 et 2017. Rame 2020 utilisée comme rame de démonstration à Rotterdam (Pays-Bas), durant l'été 1998.                                                                             |
| Grenoble             | 2          | 2021 à 2035 | 15     | 1989 - 1990 | 29,40        | 2,30        | Rames affectées aux lignes A, C, D et E. Rénovation entre 2013 et 2017. |
| Grenoble             | 2          | 2036 à 2038 | 3      | 1992        | 29,40        | 2,30        | Rames affectées aux lignes A, C, D et E. Rénovation entre 2013 et 2017. |
| Grenoble             | 2          | 2039 à 2053 | 15     | 1995 - 1996 | 29,40        | 2,30        | Chaîne de traction asynchrone à IGBT (précurseur de la chaine de traction des Citadis commande Agate et onduleur Onix) Rames affectées à la ligne A. Rame 2047 utilisée comme rame de démonstration à Barcelone (Espagne), durant l'été 1997. |
| Île-de-France        | 2          | 101 à 117   | 17     | 1992        | 29,40        | 2,30        | |
| Île-de-France        | 2          | 118 et 119  | 2      | 1995        | 29,40        | 2,30        | |
| Île-de-France        | 2          | 201 à 216   | 16     | 1996        | 29,40        | 2,30        | Rames provenant de la ligne T2. |
| Nantes               | 1          | 301 à 320   | 20     | 1984        | 39,15        | 2,30        | Rames affectées aux lignes 1, 2 et 3. |
| Nantes               | 1          | 321 à 346   | 26     | 1988-92     | 39,15        | 2,30        | Rames affectées aux lignes 1, 2 et 3. |
| Rouen puis Gaziantep | 2          | 801 à 828   | 28     | 1994        | 29,40        | 2,30        | Puissance des freins accrue. |
| Saint-Étienne        | S/1        | 901-915     | 15     | 1991-1992   | 23,24        | 2,10        | Matériel Alstom-Vevey à voie métrique et perches Caisse en acier, unidirectionnel. Affectées sur les lignes T1 et T3 |
| Saint-Étienne        | S/2        | 916-935     | 20     | 1998        | 23,24        | 2,10        | Matériel Alstom-Vevey à voie métrique et pantographe. Châine de traction à IGBT Caisse en acier, unidirectionnel. Affectées au lignes T1 et T3. En cours de rénovation de 2014 à 2017                                                         |

## Dans la culture
Le Tramway Français Standard a été modélisé dans Microsoft Train Simulator. Il est également présent dans Cities Skylines dans un mod proposé par le jeu.